# Mazatán, Sonora
Mazatán är en ort i Mexiko.   Den ligger i kommunen Mazatán och delstaten Sonora, i den nordvästra delen av landet, 1 500 km nordväst om huvudstaden Mexico City. Mazatán ligger 547 meter över havet och antalet invånare är 1 350.
Terrängen runt Mazatán är platt åt sydost, men åt nordväst är den kuperad. Terrängen runt Mazatán sluttar söderut.  Trakten runt Mazatán är nära nog obefolkad, med mindre än två invånare per kvadratkilometer. Det finns inga andra samhällen i närheten. Omgivningarna runt Mazatán är i huvudsak ett öppet busklandskap.